# Der Eigene

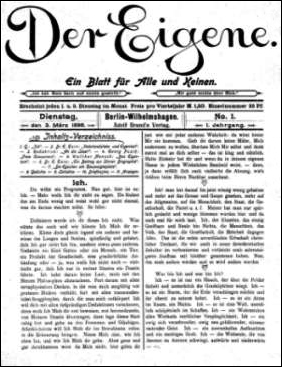
Premier numéro de Der Eigene, publié par Adolf Brand en 1896.

Der Eigene (1896-1932) est la première revue homosexuelle qui soit parue dans le monde, publiée en langue allemande à Berlin sous la direction d'Adolf Brand.

## Histoire de la revue

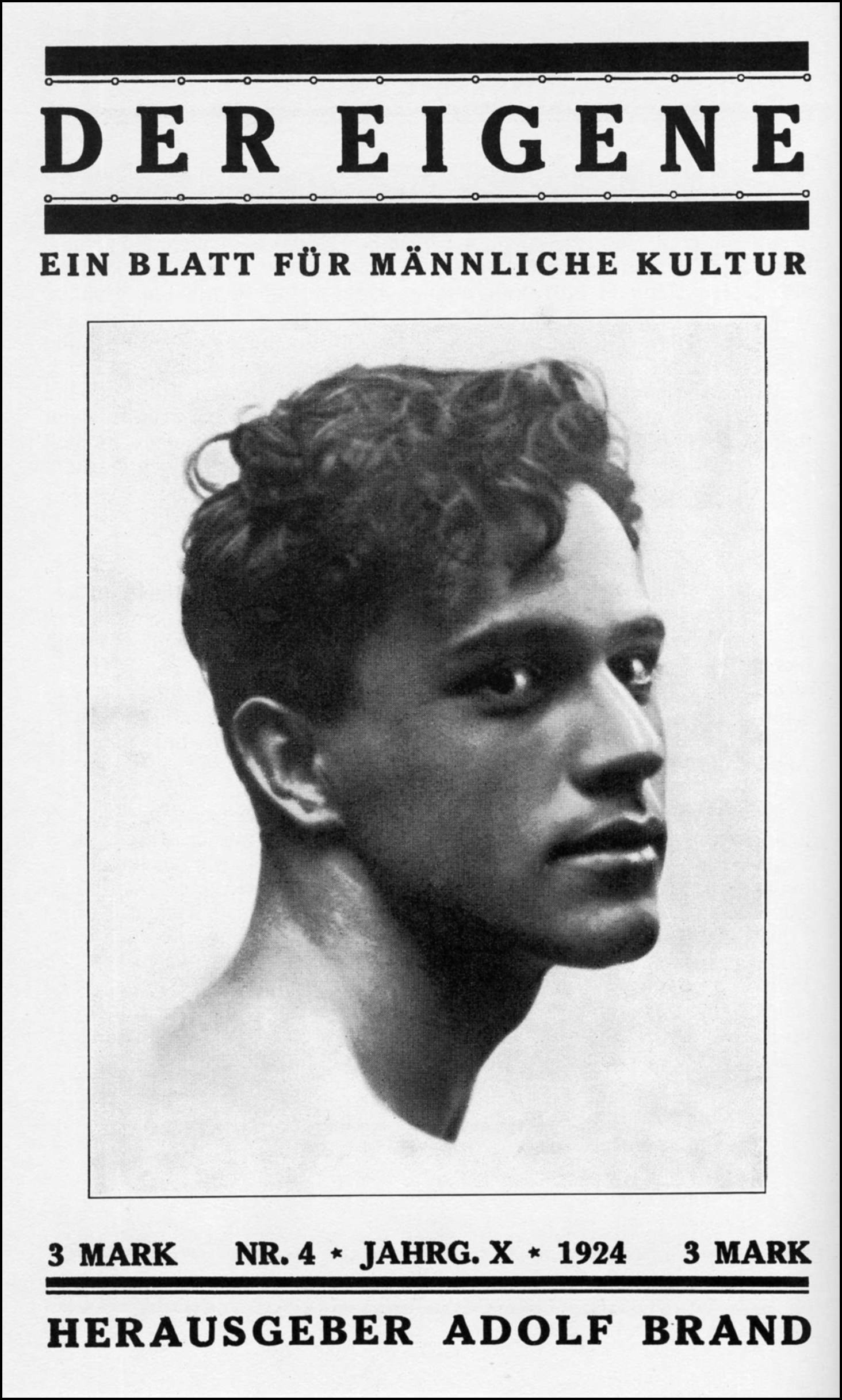
Couverture du numéro d'avril 1924.

En 1870, Karl Heinrich Ulrichs avait créé Uranus, une revue qui n'eut qu'un seul exemplaire, mais déjà ouverte au thème de « l'amour entre hommes ». Der Eigene est cependant considéré comme le premier périodique homosexuel de l'histoire.
Adolf Brand, alors âgé de vingt-deux ans, décide de lancer le 3 mars 1896 une revue mensuelle au prix de 1,50 mark. Elle connaîtra plusieurs sous-titres dont « Ein Blatt für Alle und Keinen », puis « Ein Blatt für männliche Kultur, Kunst und Literatur », et parfois « Zeitschrift für Freundschaft und Freiheit ». Dans ses dix premiers numéros, cette revue n'aborde pas des thèmes ouvertement homosexuels, ses sous-titres étant intentionnellement flous (« gazette pour tous et personne » ; « art et littérature » ; « de culture masculine » ; « amitié et liberté »). Le titre principal, Der Eigene (« L'Unique », au sens de : « autonomie individuelle »), emprunte au philosophe Max Stirner et à son essai L'Unique et sa propriété (1844). La revue traite alors du « masculin en général », comme d'autres du féminin, genre qu'elle émaille de thèmes anarchisants et de débats d'idées, empruntant par exemple à Theodor Hertzka : le contexte européen s'y prête.
À partir de janvier 1898, la revue s'ouvre sur une fiction courte mettant en scène des personnages ouvertement homosexuels. Brand, craignant la censure et notamment le Paragraphe 175 du code civil allemand, réussit, sous couvert de la fiction, à passer à travers. De la fin 1898 à 1902, la revue est illustrée de gravures, légèrement teintées d’érotisme. La thématique homosexuelle y devient prépondérante, sans toutefois s'exposer aux lois anti-pornographiques. D'autres thèmes, alors en pleine effervescence en Allemagne, comme le naturisme et la culture physique, commencent d'être explorés. En janvier 1899, la numérotation repart au numéro 1, Brand entamant une nouvelle série dans une maquette de style Art nouveau.
En 1903, l’État prussien attaque la revue à la suite de la publication d'un poème intitulé Die Freundschaft (L'amitié). Le procès est remporté par Brand qui révèle que le poème est de Schiller.
Mis à part un numéro unique en 1906, vendu relié, la revue continuera de sortir de façon régulière, y compris de façon clandestine durant l'Eulenburg, entre 1907 et 1909, s'interrompant toutefois durant la Première Guerre mondiale, puis reprenant en 1919, et ce jusqu'en 1932. À partir de 1920, des photographies de jeunes hommes sont insérées dans la publication, et pas uniquement des portraits. Brand noue d’étroites relations avec Magnus Hirschfeld, avant de prendre ses distances, considérant que les travaux scientifiques de Hirschfeld sont loin de ses propres considérations, d'ordre esthétique.
En 1933, la publication de la revue est suspendue, et la maison d'Adolf Brand est mise à sac à plusieurs reprises par les nazis : l'ensemble de ses archives aurait été confisqué par Ernst Röhm.
La revue comptera jusqu'à environ 1 500 abonnés.
Tous les numéros ont été réimprimés par les éditions Foerster (Berlin, Francfort) en 1981.

## Auteurs publiés
Outre des poèmes d'Adolf Brand, on compte parmi les collaborateurs : Benedict Friedlaender, Hanns Heinz Ewers, Erich Mühsam, Kurt Hiller, Ernst Burchard, John Henry Mackay, Theodor Lessing, Klaus Mann, Thomas Mann, Wilhelm von Gloeden, et Sascha Schneider.

## Répercussions
Die Eigene eut sans aucun doute une influence déterminante sur la naissance de la première revue homosexuelle française, Akademos (1909) puis sur Inversions (1924), rebaptisée l'année suivante L'Amitié. Aux États-Unis, se monte la Society for Human Rights en 1924 sous la direction de Henry Gerber, qui s'inspire des travaux de Brand et Hirschfeld en lançant l'éphémère revue Friendship and Freedom. Le premier magazine gay américain s'intitule One, il sort en janvier 1953, et inscrit dans cette lignée.